# Gisèle Pascal
Gisèle Pascal, nome d'arte di Gisèle Marie Madeleine Tallone (Cannes, 17 settembre 1921 – Nîmes, 2 febbraio 2007), è stata un'attrice francese, famosa anche per una relazione con Ranieri III, Principe di Monaco.

## Biografia
Dopo gli studi secondari, frequentò corsi di recitazione e di danza, debuttando sul grande schermo nel 1942 in L'Arlésienne di Marc Allégret. Nello stesso anno intraprese anche la carriera teatrale, esordendo con la compagnia dell'attore Claude Dauphin.

## Vita privata
Per sei anni, dal 1947 al 1953, ebbe una relazione sentimentale con il Principe Ranieri di Monaco, ma il previsto matrimonio non ebbe luogo a seguito della diagnosi di un medico che dichiarò l'infertilità della Pascal, diagnosi contraddetta dalla nascita di una figlia che l'attrice ebbe dall'attore Raymond Pellegrin, sposato l'8 ottobre 1955: Pascale Pellegrin, nata il 12 settembre 1962, divenne anch'ella attrice.
Subito dopo la fine della relazione con il principe Ranieri la Pascal ebbe un breve relazione con l'attore Gary Cooper, incontrato durante il Festival di Cannes del 1953.

## Filmografia
- L'Arlésienne, regia di Marc Allégret (1942)
- La Belle aventure, regia di Marc Allégret (1942)
- Les Deux timides, regia di Yves Allégret (1943)
- La bohème, regia di Marcel L'Herbier (1945)
- Lunegarde, regia di Yves Allégret (1946)
- Madame et son flirt, regia di Jean de Marguenat (1946)
- Les J3, regia di Roger Richebé (1946)
- Amours, délices et orgues, regia di André Berthomieu (1946)
- Tombé du ciel, regia di Emil E. Reinert (1946)
- Dernier refuge, regia di Marc Maurette (1947)
- Dopo l'amore (Après l'amour), regia di Maurice Tourneur (1948)
- Ay ay ay... Maria... Maria de Bahia (Mademoiselle s'amuse), regia di Jean Boyer (1948)
- La donna nuda (La Femme nue), regia di André Berthomieu (1949)
- La Petite chocolatière, regia di André Berthomieu (1950)
- Véronique, regia di Robert Vernay (1950)
- Tormento che uccide (Bel amour), regia di François Campaux (1951)
- Orizzonti senza fine (Horizons sans fin), regia di Jean Dréville (1953)
- Versailles (Si Versailles m'était conté), regia di Sacha Guitry (1954)
- Marchandes d'illusions, regia di Raoul André (1954)
- Il fuoco sotto la pelle (Le Feu dans la peau), regia di Marcel Blistène (1954)
- La Madone des sleepings, regia di Henri Diamant-Berger (1955)
- Mademoiselle de Paris, regia di Walter Kapps (1955)
- Si Paris nou était conté, regia di Sacha Guitry (1956)
- Pitié pour les vamps, regia di Jean Josipovici (1956)
- Sylviane de mes nuits, regia di Marcel Blistène (1957)
- Rapina all'alba (Ça n'arrive qu'aux vivants), regia di Tony Saytor (1959)
- L'uomo dalla maschera di ferro (La Masque au fer), regia di Henri Decoin (1962)
- Seul... à corps perdu, regia di Jean Maley e Raymond Bailly (1963)
- L'Échelle blanche, regia di Paul Feyder e Robert Freeman (1969)
- Un caso di coscienza, regia di Giovanni Grimaldi (1970)
- En haut des marches, regia di Paul Vecchiali (1983)
- Les compères - Noi siamo tuo padre (Les Compères), regia di Francis Veber (1983)
- La femme publique, regia di Andrzej Żuławski (1984)
- Giocando con l'assassino (Juillet en septembre), regia di Sébastien Japrisot (1988)